# Raul Xavier
Raul Xavier  fue un escultor portugués,nacido el año 1894 en la por entonces colonia de Macao y fallecido el año 1964) .

## Datos biográficos
Nacido en Macao, en la última década del siglo XIX.
Raul Maria Xavier fue discípulo del escultor Costa Mota (sobrino). Desarrolló una escultórica de estilo clásico, marcada por la serenidad y por la depuración de las  formas, habiéndose dedicado especialmente al retrato en estatuas y en bustos.

## Obras
Entre las mejores y más conocidas obras de Raul Xavier se incluyen las siguientes:
- Bajorrelieve representando la Batalla de Aljubarrota y la estatua de San Vicente[1] (exhibida en la Exposición del Mundo Portugués,[2] en 1940)  Mirador de Santa Lucía[3] en Lisboa

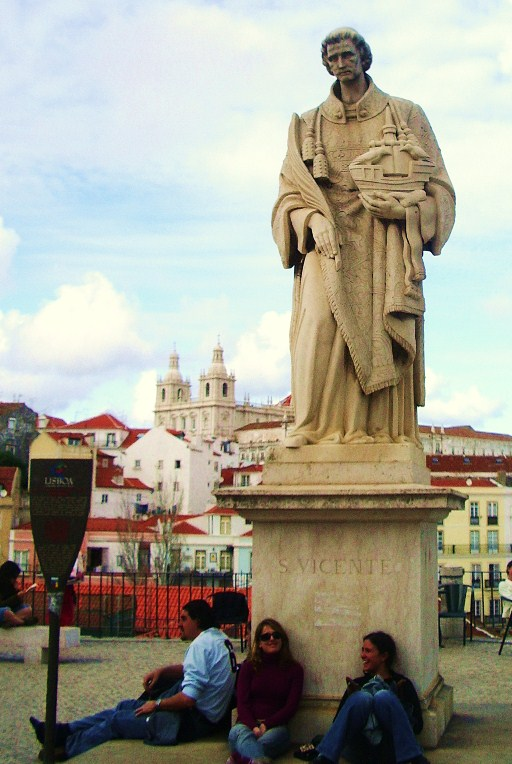
Estatua de San Vicente en el Mirador de Santa Lucía en Lisboa
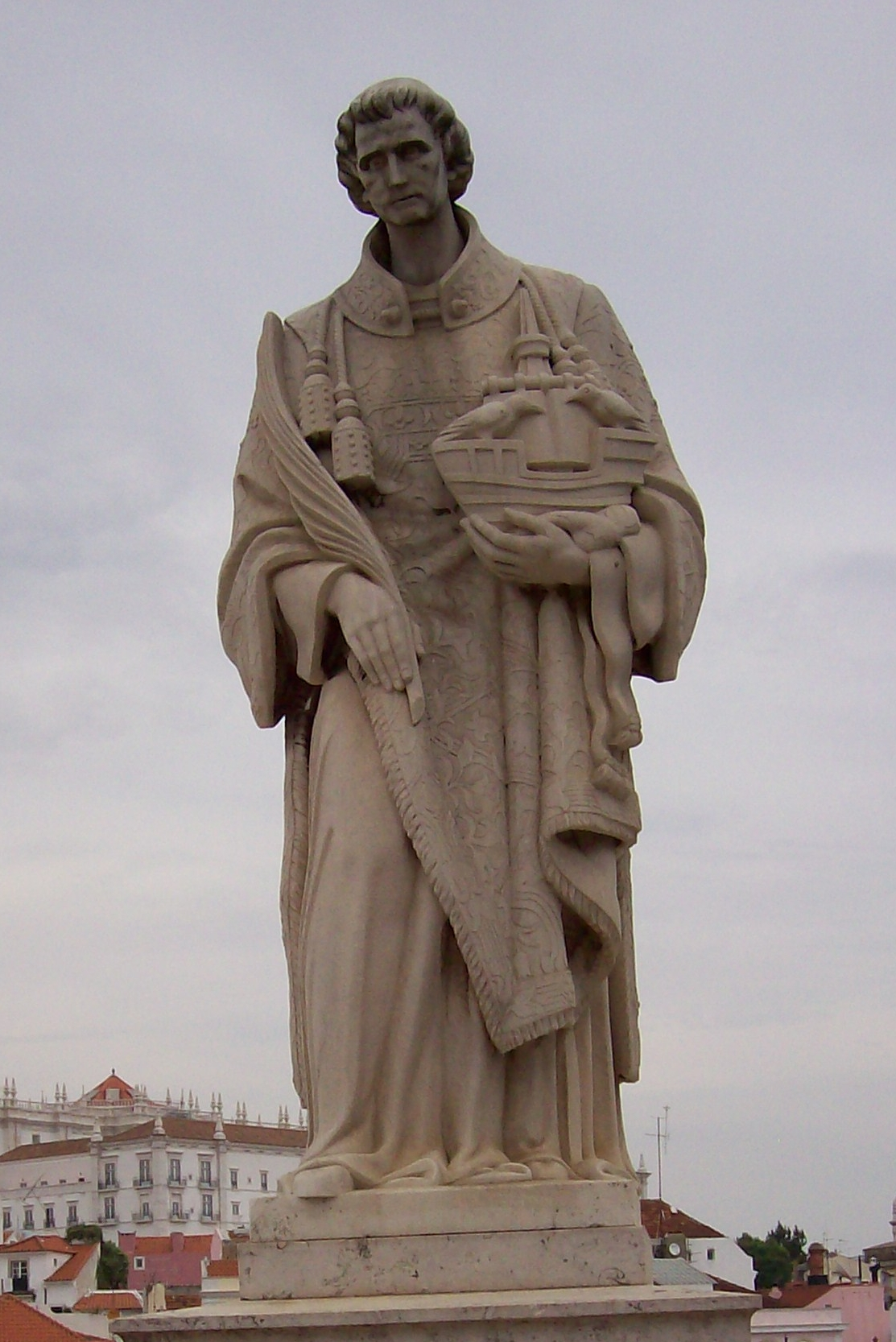
Estatua de San Vicente en el Mirador de Santa Lucía en Lisboa

- Escultura de San Antonio de Padua (Iglesia de Nuestra Señora de Fátima,[4] Lisboa),

- Alegorías de la Ciencia y las Artes (Pabellón de los Deportes, Parque Eduardo VII, Lisboa[5])

- Estatua de Vasco da Gama (Acuario Vasco de Gama, Lisboa), la estatua de Vasco de Gama en bronce, a la derecha de la entrada.

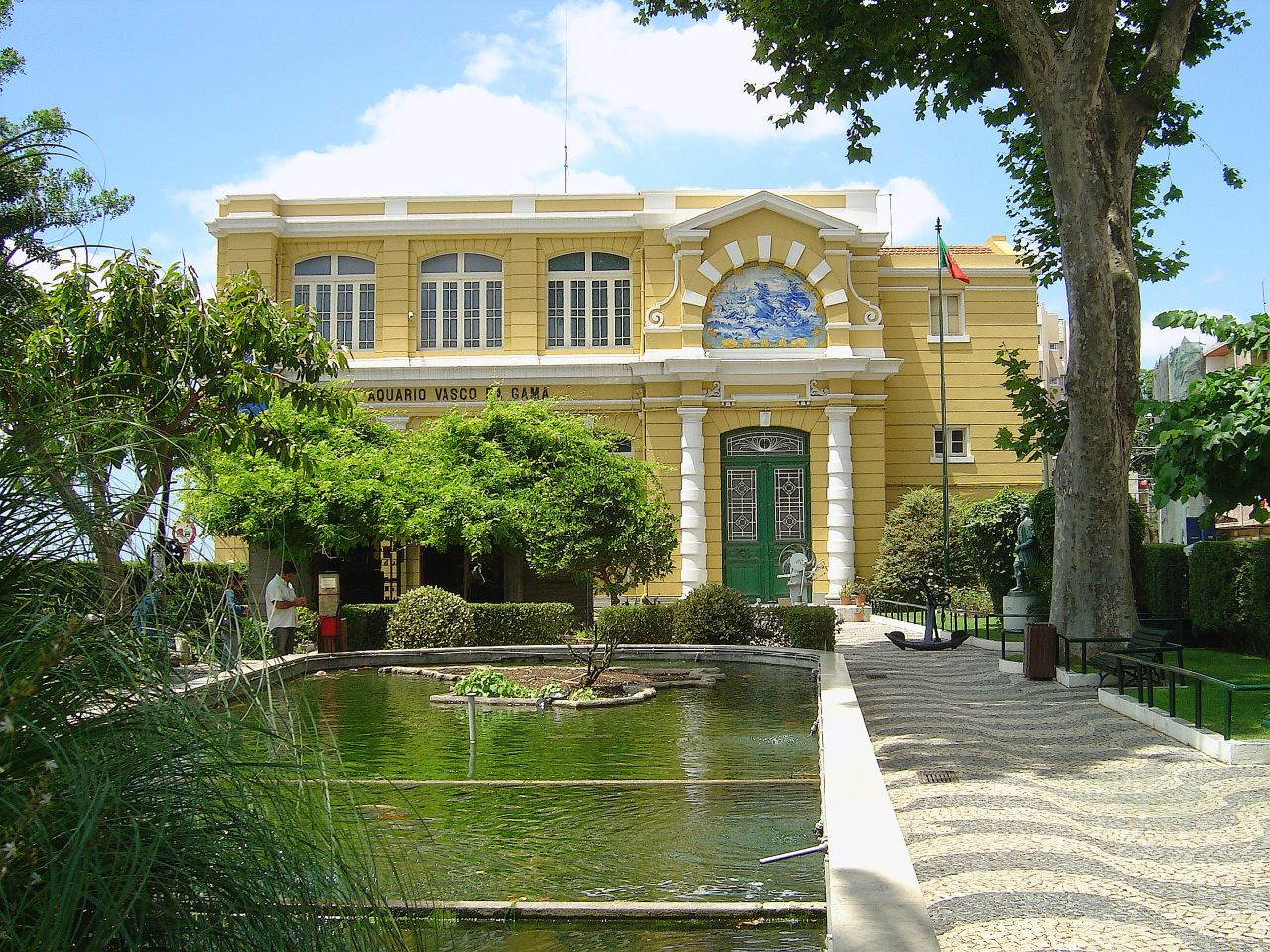
Aquario Vasco da Gama

- Escultura de Nuestra Señora de Fátima (Palacio Nacional de Queluz)

- Estatua del Pío XII (Largo da Senhora-a-Branca, Braga )

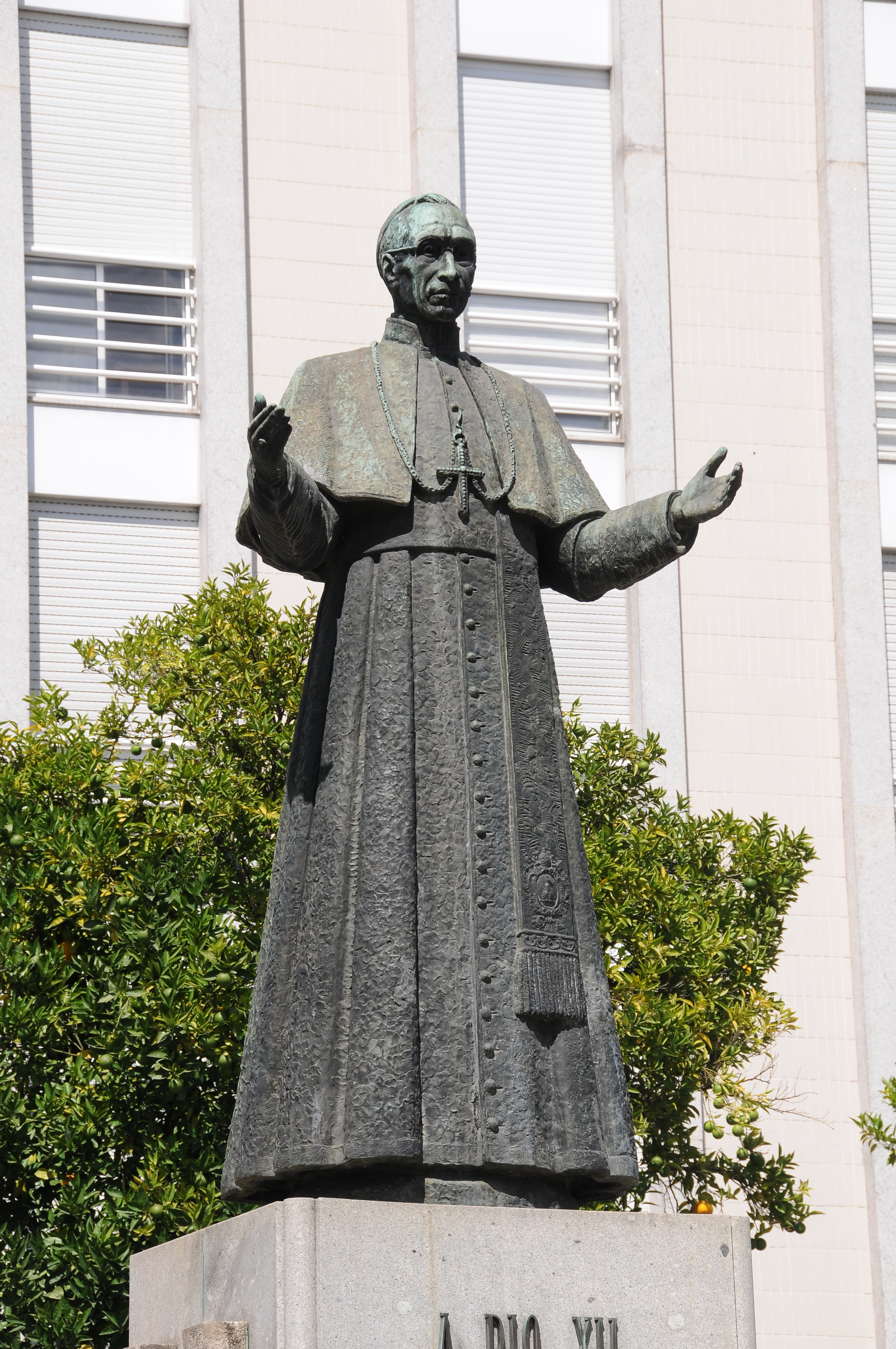
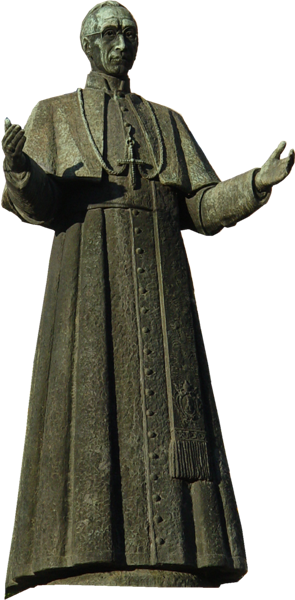

- Busto del Coronel Mesquita (Museo Militar de  Lisboa)

- Busto de Camões (Universidad de California, EE. UU.)

- Busto de Rafael Bordalo Pinheiro (bronce, Museo Rafael Bordallo Pinheiro, Campo Grande, Lisboa).

- Leones de la Escalera y estatua de la Prudencia (Palácio de São Bento, Lisboa)

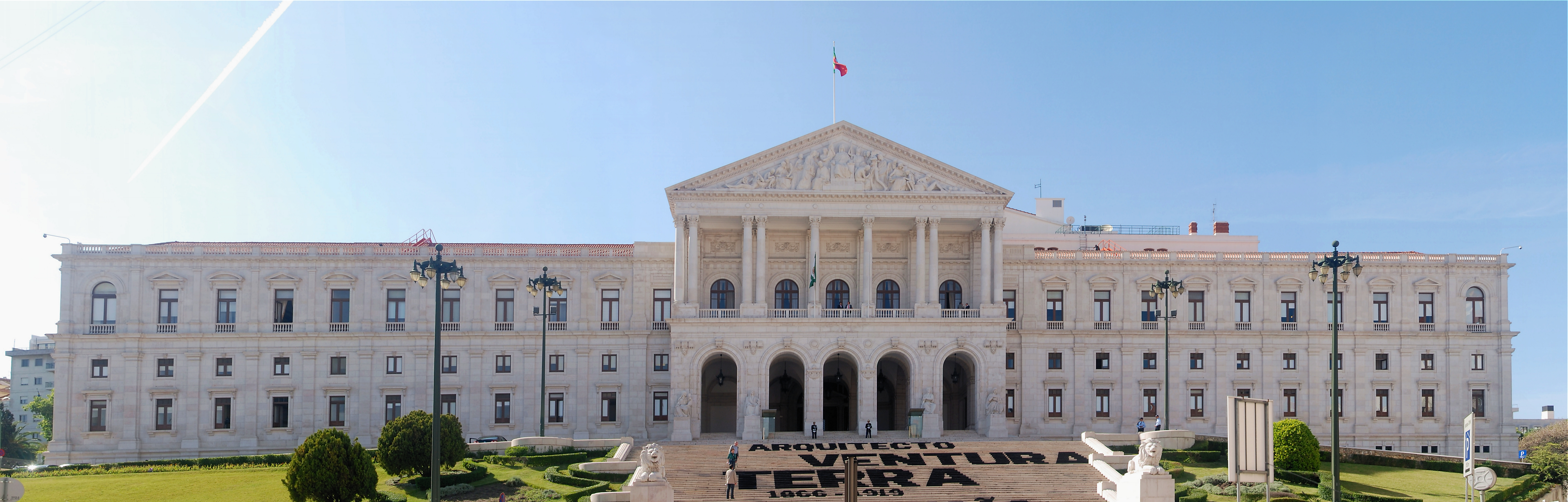
Panorámica del Parlamento con los leones custodiando la escalera en primer plano
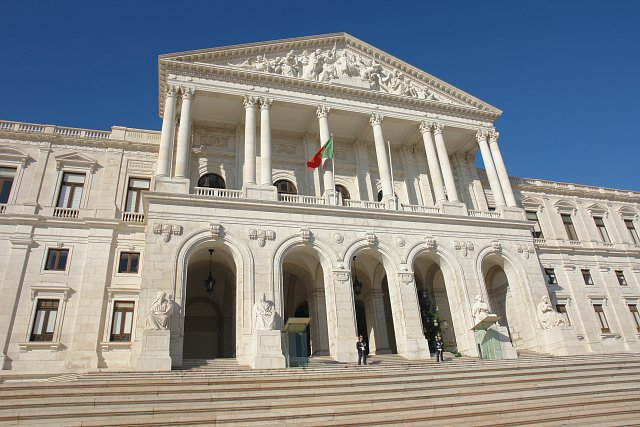
La Prudencia es la estatua que está a la izquierda del Atrio

- Busto de Camilo Castelo Branco en el Centro de Estudos de Camilo

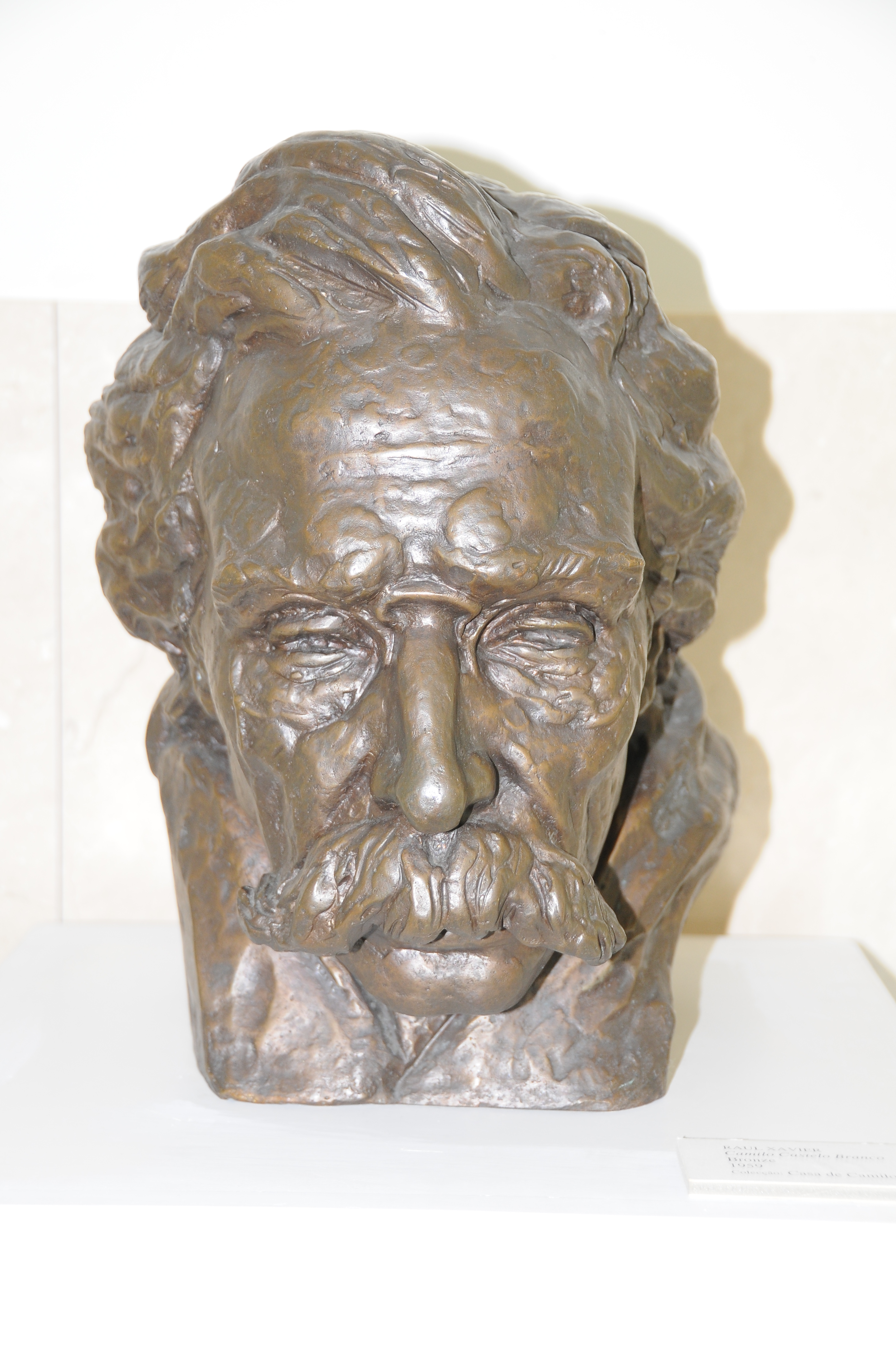
Busto de Camilo Castelo Branco